# Villers-Saint-Christophe
Villers-Saint-Christophe – miejscowość i gmina we Francji, w regionie Hauts-de-France, w departamencie Aisne.
Według danych na styczeń 2014 roku gminę zamieszkiwało 480 osób, a gęstość zaludnienia wynosiła 53,6 osób/km².